# シャーリー・サム
シャーリー・サム（中国語名：沈 殷怡、英語名：Shirley Sham、1994年6月22日 - ）は、香港生まれの芸能人、女優、歌手、弁護士である。身長172cm、かに座。2018年、香港のテレビ局ViuTV（中国語：香港電視娯楽）に入局し、同局のドラマ・情報・バラエティ番組で幅広く活躍している。

## 経歴
1994年香港で生まれ、聖士提反女子中学付属小学校を経て、聖保羅男女中学校に入学。2012年、香港の教育改革により、最初の受験生として香港中学文憑試験を参加し、好成績を収めた。後に奨学金を受け、中国の復旦大学法学部に進学した。2014年、中国の美人コンテスト「ミス・アース・チャイナ」を参加し、優勝を輝いた。卒業後香港に戻り、香港中文大学の修士課程を修了し、法学修士の学位を取得した。
弁護士資格を有し、卒業後一年ほど法律事務所で実習。ある日に、テレビ局のプロデューサーよりテレビドラマの出演を打診され、本格的に芸能界入りを果たした。2018年ViuTVでテレビデビューを果たし、2020年同局の山ガールをテーマにした番組『美女郊遊遊』の出演をきっかけに人気が大ブレイクした。
2020年7月、映画『母夜叉』を初出演し、同映画の主題歌『好想跟你平凡地老去』を務め、歌手デビューを果たした。

## 人物・エピソード
- 和食好きは有名で、料亭のおまかせコースを堪能することが趣味です。ウニは大好物で、テレビ番組『金剛旅神團』で味だけでウニの種類を見分けることが特技として披露された[4]。

- 中学時代は内向的な性格の持ち主であり、学校で無口なイメージを強かった。ゆえに男子同級生よりあだ名「高竇的貓」(広東語で誇り高き猫であり、高嶺の花の意味でもある）を付けられた。

- 普段料理はあまりしなくて、料理番組『辣伙頭』シリーズを出演のため、包丁さばきを猛特訓した[5]。後に『辣伙頭・開火』のチーム料理対抗戦で主に飲み物やデサートなど担当し、チームの優勝を貢献した。

- 自らが所属するViuTVの男性アイドルグループのMIRROR(中国語版)のメンバーの江𤒹生(中国語版)とは旧知の仲である。少年時代共に同じ歌唱コンテストを参加し、その縁で2020年8月に江氏の新曲『蝸牛』のPVへの出演を快く受諾した[6]。

### 愛称・ニックネーム
ファンとの交流を深めるため、普段Instagramでライブ配信をよく行う。配信の中で多くの愛称が誕生した。
- 配信中ファンに前述の「高竇的貓」をクイズ「中学時代漢字４文字のあだ名」として出題した。それに対して大勢のファンが「科莫多龍(コモドドラゴン)」を回答した。結局その回答は不正解でありながら、そのまま公式的な愛称を定着させた[7]。つきまして、ファンのことは「龍仔(仔ドラゴン)」を呼ばれた。

- 実家は香港の南区である。ライブ配信でよくファンのリクエストに応え、生歌を披露した。そのためファンより「南區流動點唱機」(広東語で南区の人間ジュークボックスの意味）のあだ名を付けられた。

## 出演

### テレビドラマ (ViuTV)
- 2018-2019年：『做演藝嘅』- Nana 役（エピソード：6、7）
- 2019年：『詭探前傳』- 彭靜 役
- 2019年：『娯樂風雲』- Jan 役
- 2019年：『黑市—偽善若水』- 蘭子 役
- 2019年：『黑市—正能量』- 佩 役
- 2020年：『暖男爸爸』-  Kat 役
- 2020年：『男排女將』-  蟲蟲 役

### 音楽番組
- 2020年：『Chill Club 』(ゲスト出演：第38回)
- 2020年：『Chill Club 推介』

### バラエティ番組 (ViuTV)
- 2019年：『快樂童盟』
- 2019年：『估你唔到』
- 2019年：『週日慶功宴』(ゲスト出演：第1回)
- 2020年：『鼠年行運要點相』(ゲスト出演：第2回)
- 2020年：『點相 III 先機算』(ゲスト出演)
- 2020年：『金剛旅神團』
- 2020年：『美女郊遊遊』
- 2020年：『辣伙頭』
- 2020年：『辣伙頭・開火』
- 2020年：『調教你男友』(ゲスト出演：第11、12回)
- 2020年：『貼身36』
- 2020年：『娛樂 ON AIR』
- 2020年：『膠戰』(ゲスト出演：第1回)
- 2020年：『點擺』(ゲスト出演：第5、6回)

### 情報番組 (ViuTV)
- 2018—2019年：『區區有樂』
- 2019年：『中醫「症」解』
- 2019年：『未來教室』
- 2019年：『藝術團睇』
- 2020年：『今日疫情』
- 2020年：『玩轉英語』
- 2020年：『第十四屆香港藝術發展獎 - 型．聚藝術』
- 2020年：『今晩趁熱食』
- 2020年：『時限熱賣』(ゲスト出演：2020年11月8日放送分)
- 2020年：『轉機 ON AIR』

### 情報番組 (香港電台)
- 2019年：『小學校際通識大賽2019』

### CM・広報
- 藍妹啤酒（2020年5月 - ）
- 超力國際食品有限公司 熊井美國珍珠米[8]（2020年6月 - ）
- Gillette HK 替刃式カミソリ[9]（2020年8月 - ）
- eefit 依飛 eefit 舒痛貼[10]（2020年11月 - )
- コルゲート・パーモリーブ TOTAL 專業牙齦護理牙膏（2020年11月 - ）
- The Club（2020年11月 - ）
- 超力國際食品有限公司 超力銀絲米粉[11]（2020年12月 - ）
- 超力國際食品有限公司 超力伊麵[12]（2020年12月 - ）

### ラジオ番組
- 公子會 (2019年12月28日、香港商業電台(中国語版)) - ゲスト出演
- 公子會 (2020年4月11日、香港商業電台(中国語版)) - ゲスト出演
- 周末有情人 (2020年6月13日、香港電台) - ゲスト出演

### 映画
- 2020年：『母夜叉』- 余祖蓮(Julie) 役

### 自主映画
- 2020年：『一日廿四』- 阿莎 役

### PV
- 江𤒹生(中国語版) 『蝸牛』[13]（2020年8月12日）

### 曲
- 『難得有情人』(シャーリー・サム & 駱振偉(中国語版) 、シャーリー・クァンのカバー曲)
- 『好想跟你平凡地老去』（映画『母夜叉』の主題歌）

## 書籍

### 雑誌
- JET Magazine（2020年6月号、Fromthecabin Limited）
- 婚禮 Wedding Magazine (2020年10月号、互動媒體有限公司）
- Esquire Hong Kong (2020年12月号、南華早報雜誌出版有限公司）